# Породонавантажувальна машина
Породонавантажувальна машина (англ. loading machine, loader; нім. Lader m, Lademaschine f) – гірнича машина, призначена для навантаження гірничої маси в шахтні транспортні засоби, зокрема, для навантаження гірничої маси при проходці капітальних і підготовчих виробок або у місцях накопичення розпушеної гірничої маси на поверхні. 
Провідні вітчизняні виробники породонавантажувальних машин – Дружківський машинобудівний завод та Криворізький завод гірничого машинобудування. 

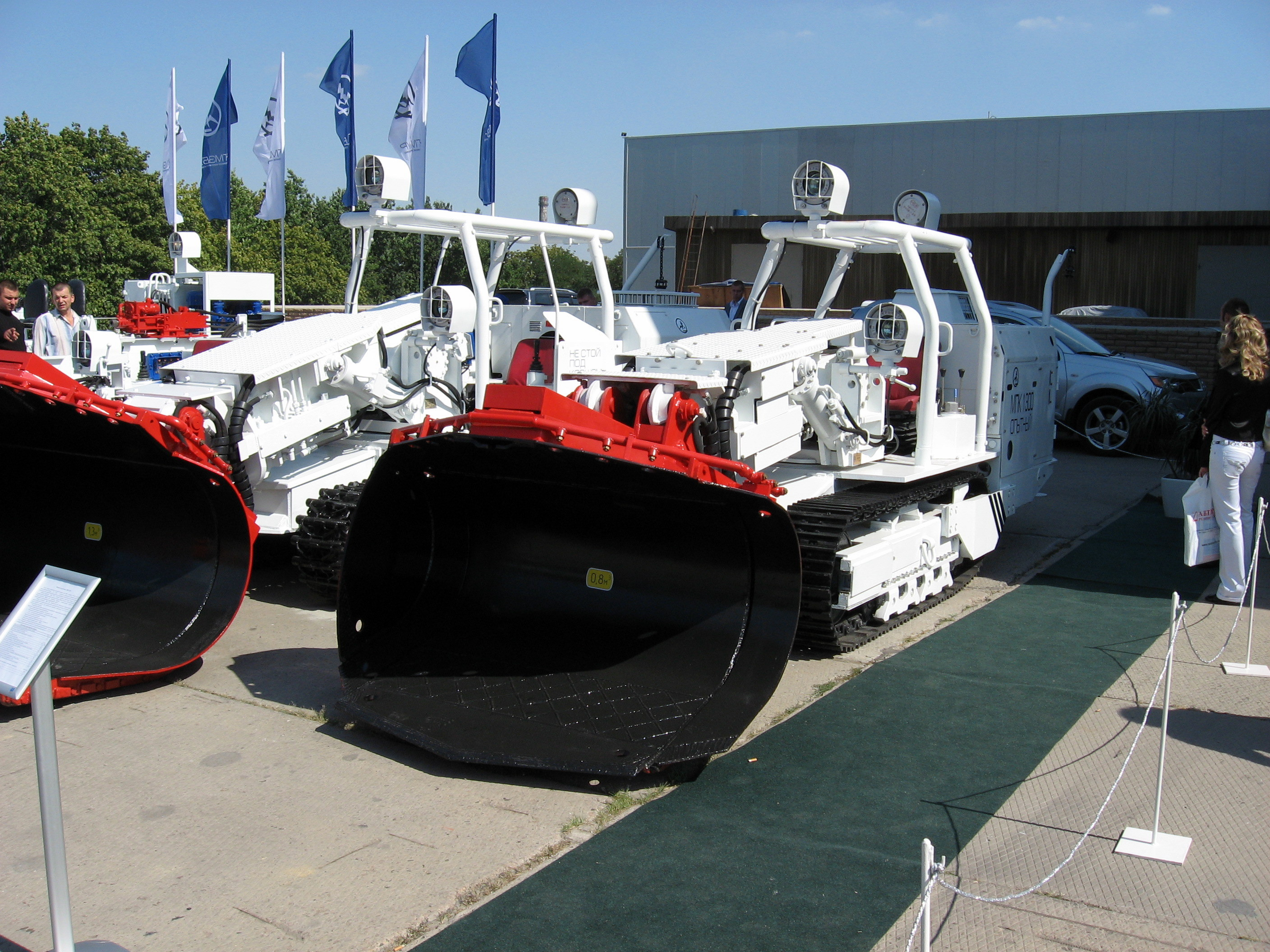
Породонавантажувальна машина серії МПК

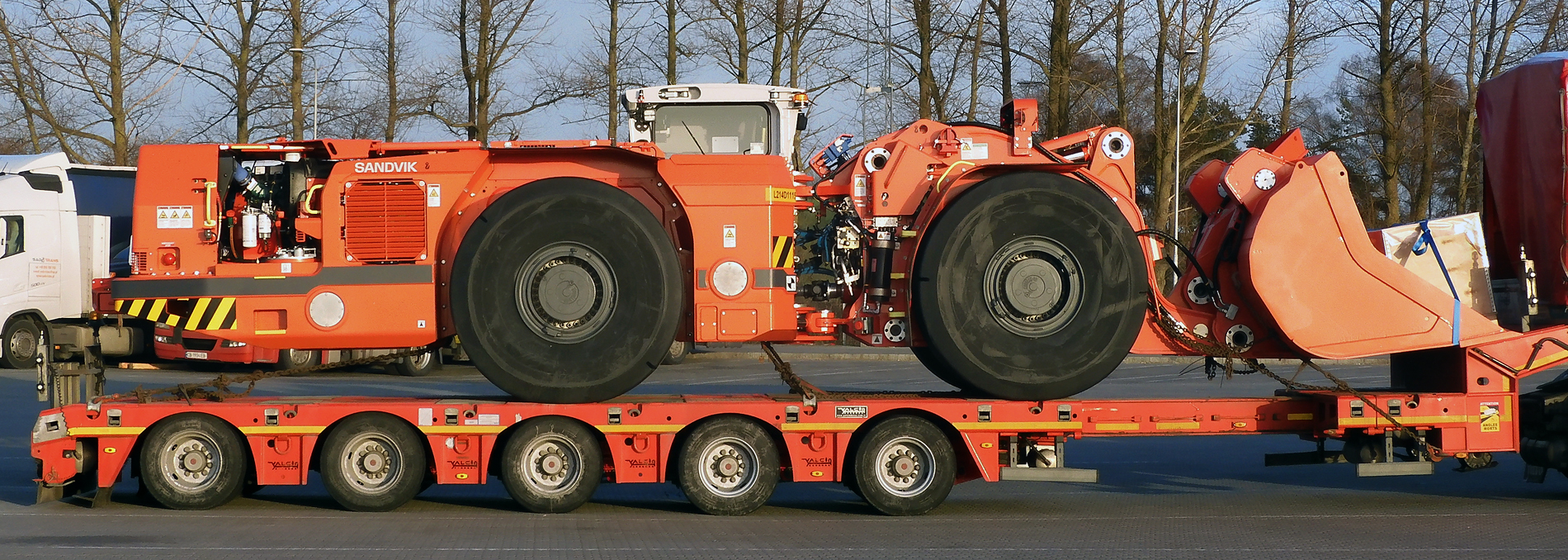
Породонавантажувальна машина SANDVIK LH 514.

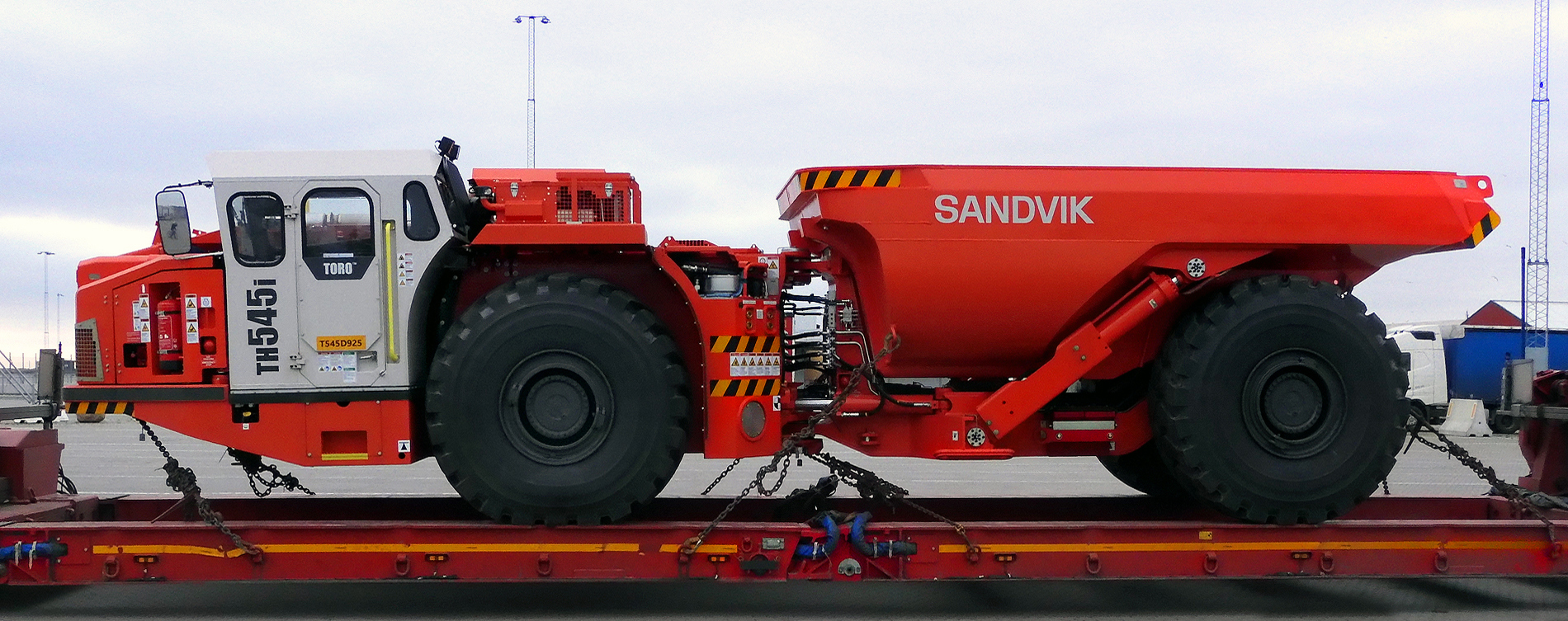
SANDVIK TH 545i.

## Класифікація та характеристики
Розрізнюють два основні типи породонавантажувальних машин: 
- ківшеві (прямого черпання, періодичної дії, наприклад, типу ППН);
- з нагортаючими лапами (безперервної дії, наприклад, типу ПНБ).

За способом розвантаження ківшеві (об’єм ковша 0,2-0,5 м3) породонавантажувальні машини розділяють на машини: 
- прямого розвантаження (з перекиданням ковша безпосередньо в зчеплену з породонавантажувальною машиною шахтну вагонетку);
- ступінчастого розвантаження (ківш розвантажується у приймальний бункер);
- з бічним розвантаженням ковша в шахтні вагонетки, на конвеєр, інші транспортні засоби.

Вітчизняні породонавантажувальні машини мають продуктивність: періодичної дії – 0,8-1,2 м3/хв; безперервної дії – 2,2-2,5 м3/хв. 
Фронт навантаження – 2,2-3,2 м. 
Приклади: 
1. МППЗ (Кривий Ріг, Україна) має продуктивність 2,0 м3/хв, місткість ковша 0,6 м3, ширина захвату 2,7-3,2 м, максимальний розмір шматка матеріалу 600 мм, маса машини 6,7 т.
2. Badger TL1200S фірми HAZEMAG & EPR має місткість ковша з боковим розвантаженням 1,2 м3.